# Rhipidomys cariri
Rhipidomys cariri is een knaagdier uit het geslacht Rhipidomys dat voorkomt in twee wat nattere gebieden in de caatinga van de Braziliaanse staat Ceará.
R. cariri is een middelgrote Rhipidomys-soort met een grijsbruine rug en een crèmekleurige, wollige buik. De staart eindigt in een "penseel" en is langer dan de kop-romp. De achtervoeten zijn lang en breed, met korte tenen. De schedel is groot en robuust. De kop-romplengte bedraagt meestal 130 tot 160 mm, met uitschieters tot 190 mm. Net als bij alle Rhipidomys-soorten hebben vrouwtjes zes mammae.
Er zijn twee ondersoorten:
- Rhipidomys cariri baturiteensis (Baturité)
- Rhipidomys cariri cariri (Cariri)